# Bad Santa
Bad Santa is een Amerikaanse speelfilm uit 2003 onder regie van Terry Zwigoff.
In 2016 kwam vervolg Bad Santa 2 uit.

## Verhaal
Twee dieven, genaamd Willie (Billy Bob Thornton) en Marcus (Tony Cox) zijn op een roadtrip langs verschillende warenhuizen waar ze verkleed hun opwachting maken als de Kerstman en een van zijn elfen. Maar in plaats van kerstsfeer te verspreiden, gebruiken ze hun vermomming om de warenhuizen te bestelen. Willies huis wordt doorzocht door de plaatselijke politie, waarna hij besluit om in het huis van een jonge tiener in te trekken. Dit kind is al enige tijd verwaarloosd achtergebleven in een dure villa, samen met diens dementerende oma. Naarmate de tijd verstrijkt, wordt het de dieven echter moeilijk gemaakt wanneer deze jongen hen de echte betekenis van het kerstfeest leert kennen.

## Rolverdeling
| Acteur             | Personage    |
| ------------------ | ------------ |
| Billy Bob Thornton | Willie       |
| Tony Cox           | Marcus       |
| Brett Kelly        | The Kid      |
| Lauren Graham      | Sue          |
| Lauren Tom         | Lois         |
| Bernie Mac         | Gin          |
| John Ritter        | Bob Chipeska |